# گابریلا ساتکووا
گابریلا ساتکووا (چکی: Gabriela Satková؛ زادهٔ ۲ دسامبر ۲۰۰۱) قایقران اسلالوم زن اهل جمهوری چک است.
وی در مسابقات کشوری و بین‌المللی در مجموع برندهٔ ۲۱ مدال طلا، ۷ مدال نقره، ۷ مدال برنز شده‌است.